# 胡志強 (1948年)
胡志強（1948年5月15日—），中華民國政治人物，中國國民黨籍，現任臺北市政府大陸小組成員，曾任臺中市市長、中國國民黨副主席、外交部部長、駐美代表、行政院新聞局局長、國民大會代表、旺旺中時媒體集團副董事長等，並屢次擔任國民黨總統競選主任委員。獲國民黨中山獎學金赴英國留學，取得南安普敦大學碩士學位，後轉牛津大學貝利奧爾學院並取得博士學位。

## 早年
胡志強1948年出生於北平市，籍貫為吉林永吉。先後畢業於
- 臺灣省立臺中師範學校附設實驗小學
- 臺灣省立臺中二中初中部（今臺中市立臺中第二高級中等學校）
- 臺中市立一中高中部（今臺中市立居仁國民中學，後移交臺灣省立臺中第一高級中學接辦）
- 國立政治大學外交系學士（1970年）
- 英国南安普敦大学政治系國際關係學硕士（1978年）
- 英國牛津大学國際關係學博士（1984年）

## 政治生涯

### 中央政府
1991年，接任行政院新聞局局長。1996年台海危機時，李登輝任命胡接任駐美代表。隨後投入國民大會代表選舉並成功當選。
1997年蕭萬長組閣時，因副總統連戰及蕭萬長不贊同總統府授意出任外交部長的人選駐英代表簡又新，胡被任命為外交部長至1999年，期間參與處理“兩國論”。
1999年，921大地震發生時，正當世界各國迅速派遣搜救人員並提供技術和財務援助時，中共卻阻撓這些國際救難隊和救援物資抵台灣。胡志強表示俄羅斯的救難隊921當天要從莫斯科經蒙古飛越中共領空馳台救援，卻遭中共阻撓拒不提供俄方申請的航道，迫使搜救隊飛機輾轉在西伯利亞的伊爾庫斯克與伯力加油，因繞道日本而晚了12小時抵台（22日下午四時），延誤不少救災的黃金時機。胡志強表示中共在台灣發生大地震期間，仍透過聯合國等國際場合發言打壓中華民國，以外交手段影響國際救援隊伍來台協助救災，更妄自代表中華民國及國民向各援助國致謝，其行徑只能以「趁火打劫」來形容，「此種違反國際人道原則的言行，是中共自十年前發生六四天安門事件後，最不重視人道的表現，不但為我二千二百萬同胞斷然不能接受，相信亦為廣大國際社會成員同感遺憾與不齒。」胡志強也嚴正聲明，「我們絕不歡迎任何附帶政治動機及條件的協助，天災雖然傷害了我們的親人與鄉土，卻不可能動搖我們護衛尊嚴的意志與決心。」

### 臺中市市長

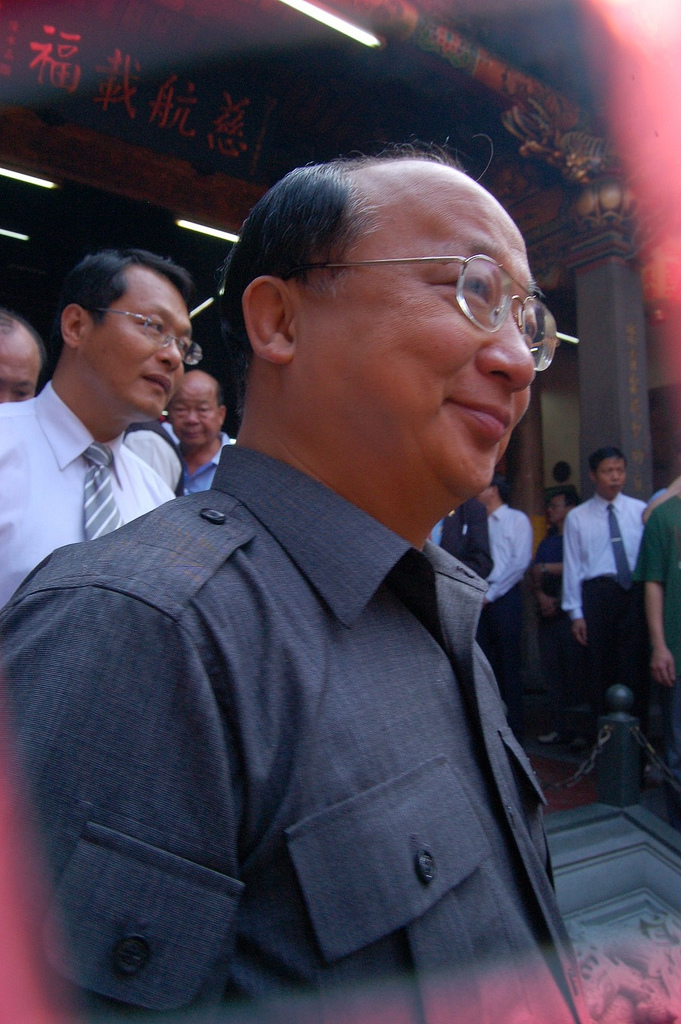
臺中市市長胡志強在樂成宮媽祖出巡

2001年，決定脫離中央並代表中國國民黨到臺中市參選市長，最後靠著泛綠分裂成功當選。2002年8月下旬，為赴美國爭取所羅門·R·古根漢美術館來臺中設館時發生輕微中風，康復後其臉部在言語時及左半邊肢體（左癱）皆留下中風後的痕跡。2005年競選連任期間遭民主進步黨籍候選人林佳龍陣營質疑胡的身體狀況不適任市長，並由高大成等醫師公佈其病歷，引發醫界洩漏病歷爭議，但最後仍高票當選連任。
2006年11月18日，胡志強偕同夫人邵曉鈴到高雄市為國民黨市長候選人黃俊英輔選，搭車返程途中，於國道三號臺南縣烏山頭路段遭小客車違規行駛路肩不慎彈撞車禍，夫人邵曉鈴身受重傷，左臂截肢。
2010年8月，代表中國國民黨與民進黨籍候選人蘇嘉全角逐首任臺中市直轄市市長，選前轄區內發生翁奇楠命案因而打擊選情，最後在五都選舉中以三萬餘票驚險勝出。對於原臺中市（省轄市）8個市轄區而言，其連續執政進入第三個任期。
2013年2月，因為心臟冠状血管阻塞，到臺北市振興醫院接受心臟繞道手術，幫胡志強手術的醫生表示，胡的冠狀動脈主幹、分枝血管有六條均阻塞逾七成，動完手術後，僅僅修養6天便出院。全因胡多年運動已奠定體能，故恢復良好，僅血糖略高，但已在控制中。
2014年11月，成為史上首位挑戰第四屆任期的民選地方首長，再度代表國民黨與民進黨籍候選人林佳龍角逐第二任市長，這是兩人第二次競爭同一職位；但由於擔任市長已13年，連年執政的臺中市還被諷為「胡志強市」，除了市長任期數一數二，還受到國民黨執政的中央政府政績不佳等等因素，最終以21萬票的差距大敗給林佳龍、連任失利。

## 後公職生涯
2014年12月，確定卸任臺中市市長一職後，當月5日獲逢甲大學與亞洲大學聘為特約講座教授。2014年12月26日，「胡志強工作室」成立。2015年1月，獲旺旺中時媒體集團董事長蔡衍明邀請擔任旺旺中時媒體集團副董事長。2015年6月，胡志強受國際知名「智慧社區論壇」選為「2015遠見領袖」，肯定其擔任市長時的領導力。
2015年12月4日，在中國國民黨號稱存亡危急之秋的2016總統大選，朱立倫被吳敦義、王金平等大老的推託主任委員一職後，胡志強「義無反顧、全力以赴」出任中國國民黨總統候選人朱立倫競選總部主任委員，並指「有情有義的人怎麼會拒絕」。胡志強道：「我們沒有準備輸。」他形容，台灣選舉愈來愈難以預測，往往未到最後一刻也未知結果。「我告訴你，我們很想贏，不過即使贏，也只是贏那麼一點點。」胡志強說，如果新當選的總統能跟大陸好好溝通，他也樂見其成，他認為一定要聽其言、觀其行。但最後仍不敵大環境等因素，國民黨以慘敗收場。胡志強認為全世界的政黨都不夠重視年輕人。而全世界的老人將愈來愈多，未來民眾對政府的要求亦將日益增加，他指出，國民黨一定要體會這點。他又指，政黨總不能天天聽人說好話，即使某些方面表現好，還是會因另一些原因被罵，他認為這也不是壞事。從政多年，他的感悟是不論別人欣賞與否、感激與否，都得盡力而為。

## 獲獎與榮譽
- 1993年獲頒「最佳政府發言人獎」。
- 1993年獲頒「十大傑出華人獎」。
- 1996年獲頒「美東華人學術聯誼會專業成就獎」。
- 1997年獲頒「英國南安普頓大學榮譽博士」。
- 1998年榮獲美國國會通過讚揚駐美代表決議案。
- 2006年榮獲傑出英國校友獎，英國貿易文化辦事處。
- 2009年榮獲世界不動產聯合會台灣分會頒發「國土建設特別貢獻」。
- 2010年榮獲英國《MONOCLE》雜誌評選為「2010全球最受矚目的十大市長」。
- 2012年榮獲世界不動產聯合會台灣分會頒發「國土建設特別貢獻」。
- 2013年榮獲美國南卡羅萊那大學頒發「藝術暨科學卓越服務獎」。
- 2014年受邀至逢甲大學擔任特約講座教授。
- 2015年榮獲智慧社區論壇ICF頒發「2015遠見領袖」。

## 作品節選
- 2001年，《胡志強Jason 的音樂心情》，出版社：聯經，ISBN　9789570823097
- 2001年，《向塔尖尋夢：我在牛津的日子》，出版社：先覺，ISBN 9576076412
- 2003年，《全民大講堂03-胡志強-全民大講堂民大幽默》DVD
- 2007年，《淚光奇蹟：陪伴曉鈴的病床手記》，出版社：天下文化，ISBN 9789864179756
- 2000年，《Hu's Talking胡志強的胡言胡語》，出版社：新新聞文化，ISBN 9789578306707
- 2009年，《幽默一定強 - 胡志強的閃亮幽默學》，出版社：天下文化，ISBN 9789862162811
- 2010年，《胡志強的婆婆媽媽台中經》，出版社：捷采
- 2012年，《市長如店長-胡志強的施政實錄》
- . 天下文化. 2025. ISBN 9786264172233.

## 選舉紀錄
| 年度 | 選舉屆數               | 選舉區            | 所屬政黨   | 得票數  | 得票率 | 當選標記 | 備註 |
| ---- | ---------------------- | ----------------- | ---------- | ------- | ------ | -------- | ---- |
| 1996 | 第三屆國民大會代表選舉 | 臺中市第二選舉區  | 中國國民黨 | 78,498  | 39.07% |          |      |
| 2001 | 第十四屆臺中市市長選舉 | 臺中市 （省轄市） | 中國國民黨 | 213,866 | 49.08% |          |      |
| 2005 | 第十五屆臺中市市長選舉 | 臺中市 （省轄市） | 中國國民黨 | 262,667 | 58.34% |          |      |
| 2010 | 第一屆臺中市市長選舉   | 臺中市            | 中國國民黨 | 730,284 | 51.12% |          |      |
| 2014 | 第二屆臺中市市長選舉   | 臺中市            | 中國國民黨 | 637,531 | 42.94% |          |      |

## 個人生活
胡志強1974年與邵曉鈴結婚。女兒胡婷婷1979年9月11日在英國出生，兒子胡韡耀1986年1月24日出生。

## 外部連結
- 胡志強的Facebook專頁

| 中華民國政府職務          | 中華民國政府職務                                         | 中華民國政府職務          |
| ------------------------- | -------------------------------------------------------- | ------------------------- |
| 行政院                    |                                                          |                           |
| 前任： 邵玉銘             | 新聞局局長 第十二任 1991年9月20日－1996年6月10日         | 繼任： 蘇起               |
| 前任： 蔣孝嚴             | 外交部部長 第十三任 1997年10月20日－1999年11月24日       | 繼任： 程建人             |
| 台中市政府（省轄市）      |                                                          |                           |
| 前任： 張溫鷹             | 台中市市長 第十四、十五屆 2001年12月20日－2010年12月25日 | 末任 （台中縣市合併升格） |
| 臺中市政府（直轄市）      |                                                          |                           |
| 首任 （台中縣市合併升格） | 台中市市長 第一屆 2010年12月25日－2014年12月25日         | 繼任： 林佳龍             |
| 外交職務                  |                                                          |                           |
| 中華民國外交部            |                                                          |                           |
| 前任： 魯肇忠             | 駐美代表 第六任 1996年6月10日－1997年10月16日            | 繼任： 陳錫蕃             |